# Науковий вісник Полісся
«Науковий вісник Полісся» — науковий економічний журнал.
Журнал був заснований Чернігівським національним технологічним університетом у 2015, успадкувавши права журналу «Науковий вісник Чернігівського державного інституту економіки і управління».

## Реєстрація
«Науковий вісник Полісся» є рецензованим науковим виданням з відкритим доступом та офіційно зареєстрованим як засіб масової інформації (Свідоцтво про реєстрацію Серія КВ № 21188-10988ПР від 03.02.2015 р.).
Міжнародним центром періодичних видань (ISSN International Centre, Париж) видання зараховано до міжнародного реєстру періодичних засобів масової інформації з числовим кодом міжнародної ідентифікації: ISSN 2410-9576 (Print) ISSN 2412—2394 (Online)
Науковий журнал «Науковий вісник Полісся» включено до «Переліку наукових фахових видань України», в яких можуть публікуватися результати дисертаційних робіт на здобуття наукових ступенів доктора і кандидата наук з економіки (Наказ Міністерства освіти і науки України № 747 від 13.07.2015 р.)

## Мета
Журнал публікує наукові статті, які висвітлюють актуальні проблеми розвитку сучасної економіки, функціонування та розвитку підприємств різних форм власності, інвестиційно-інноваційної діяльності, підвищення конкурентоспроможності національної економіки, регіонального розвитку. Статті журналу містять інформацію, де обговорюються найбільш актуальні проблеми сучасного економічного розвитку та результати фундаментальних досліджень у різних галузях знань економіки й управління.
При публікації робіт, редакція журналу керується принципами ліцензії Creative Commons «Attribution-NonCommercial» («Із зазначенням авторства — Некомерційна») 4.0 Всесвітня. Метою журналу є поширення знання економічного характеру. Журнал адресований науковим працівникам, викладачам, аспірантам, студентам та практикам.
Журнал має періодичність видання 4 рази на рік. Видається трьома мовами: українська, російська та англійська.

## Наукометричні бази даних
Журнал зареєстровано, реферується та індексується у наступних міжнародних наукометричних базах даних, репозитаріях та пошукових системах:
- індекс цитування ESCI у Web of Science (Thomson Reuters);[1]
- Міжнародний центр періодичних видань (ISSN International Centre, Париж);
- Ulrichsweb™ Global Serials Directory;
- Google Scholar[2]
- РІНЦ/elibrary.ru[3]
- Index Copernicus
- Українська науково-освітня телекомунікаційна мережа УРАН[4]
- Національна бібліотека України ім. Вернадського[5]
- Реферативна база даних «Україніка наукова».